# 索尔奈
索尔奈（法語：Sornay，法語發音：[sɔʁnɛ]）是法国索恩-卢瓦尔省的一个市镇，属于卢昂区。

## 地理
索尔奈（46°37'36"N, 5°10'44"E）面积18.12 平方千米，位于法国勃艮第-弗朗什-孔泰大區索恩-卢瓦尔省，该省份为法国中部省份，北起顺时针与科多尔省、汝拉省、安省、罗讷省、卢瓦尔省、阿列省和涅夫勒省接壤。
与索尔奈接壤的市镇（或旧市镇、城区）包括：布朗日、邦唐日、拉沙佩勒诺德、卢昂、塞耶河畔萨维尼。

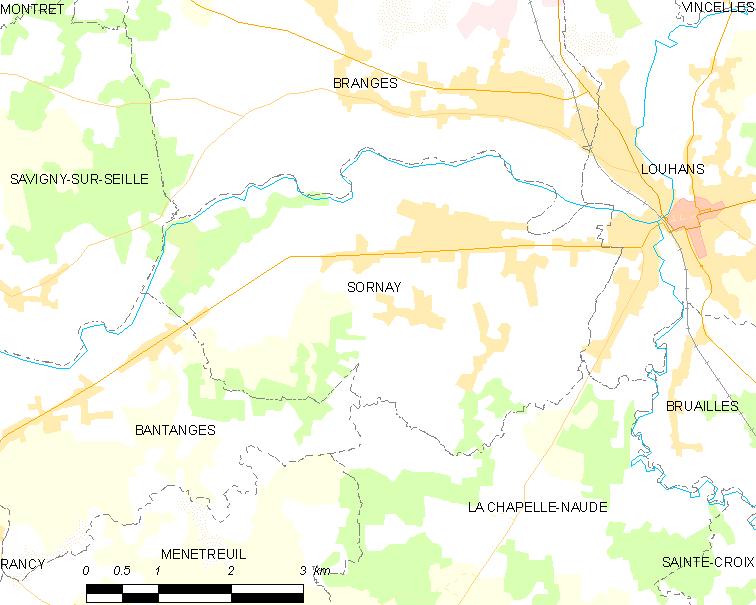
索尔奈的OSM定位图

索尔奈的时区为UTC+01:00、UTC+02:00（夏令时）。

## 行政
索尔奈的邮政编码为71500，INSEE市镇编码为71528。

## 政治
索尔奈所属的省级选区为卢昂县。

## 人口

1962-2008年间索尔奈人口变化图示

索尔奈于2022年1月1日时的人口数量为1958人。